# Acétylène hydratase
Une acétylène hydratase est une lyase qui catalyse la réaction :
CH3CHO  {\displaystyle \rightleftharpoons }  HC≡CH + H2O.
Cette enzyme intervient dans la dégradation du perchloroéthylène Cl2C=CCl2. C'est l'un des rares exemples de métalloprotéines à tungstène. Le centre W est lié à deux cofacteurs de molybdoptérine. On pense que le mécanisme réactionnel implique une liaison de l'acétylène au métal suivie d'une attaque nucléophile de l'eau.